# Kondrati Bulavin
Kondrati Afanasyevich Bulavin (en ruso: Кондратий Афанасьевич Булавин; Stari Saltiv, 1660-Starocherkasskaya, 7 de julio de 1708) fue un líder cosaco ruso y líder de un levantamiento de cosacos y campesinos conocido como la Rebelión de Bulavin (1707-1708) en la región del río Don, que fue aplastado por las tropas del zar Pedro I de Rusia.

## Orígenes
Kondrati Bulavin nació en Stari Saltiv en la familia del hijo del boyardo Afanasi Abakumovich Bulavin, más tarde convertido en reiter. Se trasladó al Don después de 1675 y se unió a las filas de los cosacos del Don. En 1703, se convirtió en jefe de la ciudad de Bajmut por parte de los cosacos del Don y pronto entró en un conflicto territorial y de propiedad con el regimiento Slobodá de Izium por el derecho a extraer sal cerca del río Bajmut.

## Rebelión de Bulavin
Los campesinos rusos eran siervos y sufrían tanto por la explotación de los nobles y los grandes terratenientes que muchos huyeron de sus aldeas, que a menudo quedaron desiertas. Los refugiados fueron acogidos por los cosacos. Este desarrollo fue particularmente pronunciado en la región del Don. Los nobles tenían el derecho de perseguir a los siervos fugitivos por cualquier medio necesario y traerlos de vuelta bajo su dominio, con el apoyo del gobierno.
El atamán Kondrati Bulavin se consagró como líder de los desposeídos y en otoño de 1707 desató un levantamiento social-revolucionario en la región del Don, la rebelión de Bulavin, que resultó peligroso para el reinado de Pedro I de Rusia. El 9 de octubre de 1707, con una banda de cosacos y campesinos, aniquiló por completo en la aldea de Shulginskaya a un destacamento de soldados del zar liderados por el coronel príncipe Yuri Dolgorukov que buscaba nuevamente a los campesinos fugitivos. La mayor parte del pequeño destacamento del príncipe fue destruido, el propio príncipe y los oficiales fueron capturados por los cosacos y asesinados. Usando grandes fuerzas militares, Pedro I finalmente pudo reprimir el levantamiento, que también fracasó debido a los desacuerdos entre los rebeldes, ya que algunos de los cosacos pertenecían a la clase alta rica. 
Pronto, el levantamiento fue reprimido por las autoridades militares, después de lo cual Bulavin con algunos partidarios huyó al Sich de Zaporoyia. Después de su regreso a la región del Alto Don en la primavera de 1708, el levantamiento volvió a estallar con una fuerza nueva y más violenta. A los rebeldes se les unió ahora una masa de cosacos ordinarios que anteriormente se habían mantenido al margen del levantamiento, incluidos los cosacos de Zaporiyia. La rebelión se extendió al uyezd de Tambov, Nizhni Lomov, Kozlov, a la Ucrania Libre y la Ucrania del Margen Izquierdo. Un destacamento de 5.000 efectivos bajo el mando del propio Bulavin se trasladó a Starocherkasskaya y el 9 de abril, en una batalla en el río Liskovatka (cerca de la ciudad de Panshina), derrotó al ejército de 3.000 efectivos del atamán L. Maksimov. Después de esta victoria, los rebeldes se trasladaron al centro militar, la ciudad de Starocherkasskaya. El 9 de mayo, Bulavin fue elegido por sus partidarios como atamán militar, y algunos de sus cómplices secretos que traicionaron a Maksimov recibieron puestos militares. Todo esto preocupó seriamente al zar Pedro I, quien, para reprimir el levantamiento, envió un ejército de 35,000 efectivos al Don. En correspondencia con el gobierno, Bulavin trató de retratar lo sucedido como un conflicto cosaco interno y fingió ser un súbdito leal, y mientras tanto hizo planes para una amplia coalición con los cosacos, los cosacos de Kubán y nogayos, trató de establecer contacto con el Imperio otomano para acciones conjuntas contra el gobierno ruso. Para seguir el avance, era necesario capturar la fortaleza del poder real en el Don, la fortaleza de Azov. Sin embargo, la campaña mal preparada de los de Bulavin contra Azov fracasó.
El 7 de julio de 1708, Bulavin fue encontrado muerto a tiros. Según una versión, Bulavin se suicidó cuando estaba rodeado de traidores pero, según otra, fue asesinado. Alrededor de 200 insurgentes terminaron en la horca, que se cargaron en botes y se remaron por el río Don como medida disuasoria. El levantamiento fracasó, pero el descontento de los sectores más pobres de la población siguió.

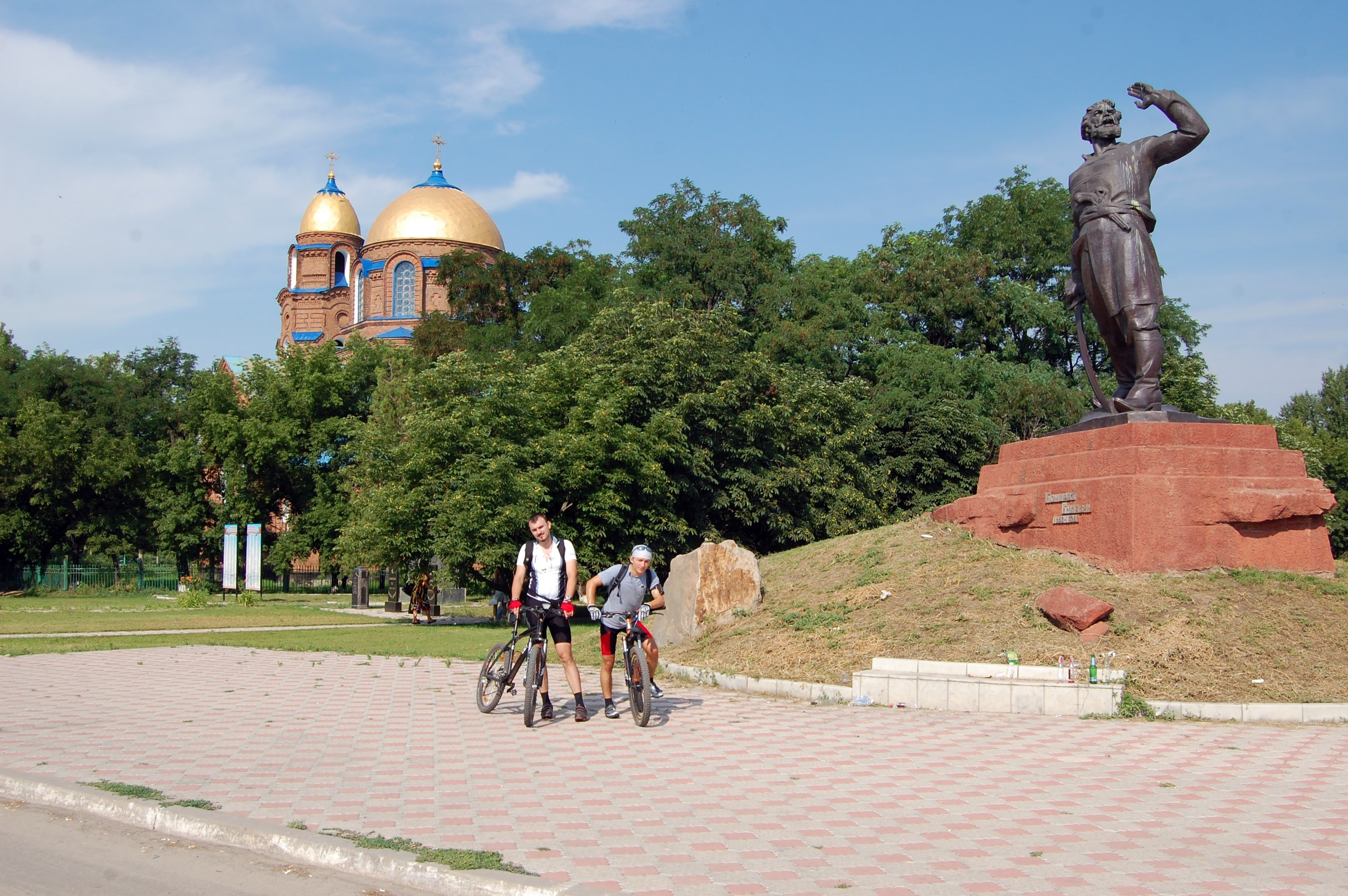
Monumento a Bulavin en el pueblo de Triojizbenka (óblast de Lugansk, Ucrania).